# Otopharynx
Genre
Le genre Otopharynx regroupe plusieurs espèces de poissons de la famille des Cichlidae. Certaines sont endémiques du lac Malawi, d'autres sont également présentes dans le lac Malombe et la rivière Shire.

## Liste des espèces
Selon FishBase (25 janvier 2017) - 14 espèces:
- Otopharynx antron Cleaver, Konings & Stauffer, 2009
- Otopharynx argyrosoma (Regan, 1922)
- Otopharynx auromarginatus (Boulenger, 1908)
- Otopharynx brooksi Oliver, 1989
- Otopharynx decorus (Trewavas, 1935)
- Otopharynx heterodon (Trewavas, 1935)
- Otopharynx lithobates Oliver, 1989
- Otopharynx ovatus (Trewavas, 1935)
- Otopharynx pachycheilus Arnegard & Snoeks, 2001
- Otopharynx selenurus Regan, 1922
- Otopharynx speciosus (Trewavas, 1935)
- Otopharynx spelaeotes Cleaver, Konings & Stauffer, 2009
- Otopharynx tetraspilus (Trewavas, 1935)
- Otopharynx tetrastigma (Günther, 1894)

### Espèces non décrites
Liste non exhaustive des variétés géographiques (certaines étant peut-être des espèces non encore décrites):
- Otopharynx sp. "auromarginatus golhead"[2],[3]
- Otopharynx sp. "auromarginatus jakuta"[2],[3]
- Otopharynx sp. "auromarginatus mara"[2],[3]
- Otopharynx sp. "auromarginatus margrette"[2],[3]
- Otopharynx sp. "caeruliceps" "Kanjindo Rocks"[2],[3]
- Otopharynx sp. "cave" - Voir Otopharynx spelaeotes
- Otopharynx sp. "golden blueface" "Ikombe"[2],[3]
- Otopharynx sp. "golden blueface" "Nkanda"[2]
- Otopharynx sp. "heterodon boadzulu" "Boadzulu"[2],[3]
- Otopharynx sp. "heterodon longnose" "Lundo"[2],[3]
- Otopharynx sp. "heterodon nankhumba"[2],[3]
- Otopharynx sp. "spots"'[3]
  - Otopharynx sp. "spot" "Magunga"[2]
  - Otopharynx sp. "spot" "Sani"[2]
- Otopharynx sp. "torpedo blue"'[3]
  - Otopharynx sp. "torpedo blue" "Masinje"[2],[3]
  - Otopharynx sp. "torpedo blue" "Ntekete"[2],[3]
- Otopharynx sp. "silver torpedo" Senga Bay'[3]

## Galerie

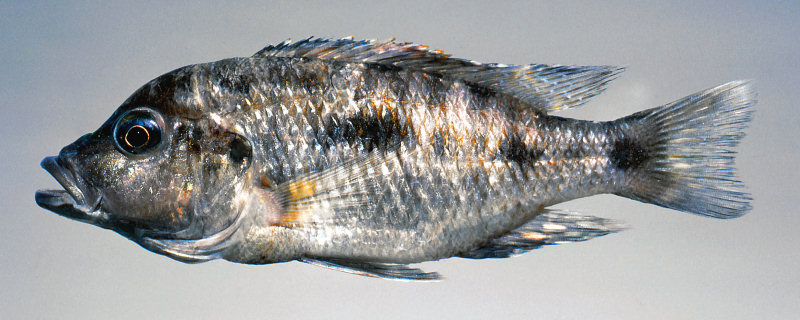
Otopharynx brooksi